# Santuario del Santissimo Crocifisso del Soccorso (Caltagirone)
Il Santuario diocesano del Santissimo Crocifisso del Soccorso è un luogo di culto cattolico di Caltagirone. Sorge a ovest della città: al santuario è diffusa la devozione alla sacra immagine del Santissimo Crocifisso rinvenuta il 1º gennaio 1708 dall’agricoltore Antonio Centorbi.